# Pilosocereus glaucochrous
Pilosocereus glaucochrous là một loài thực vật thuộc họ Cactaceae. Đây là loài đặc hữu của Brasil. Môi trường sống tự nhiên của chúng là rừng khô nhiệt đới hoặc cận nhiệt đới. Chúng hiện đang bị đe dọa vì mất môi trường sống.